# Stine Jørgensen
Stine Jørgensen (n. 3 septembrie 1990, în Brønderslev, comuna Dronninglund) este o handbalistă din Danemarca ce joacă pentru clubul FC Midtjylland Håndbold și echipa națională a Danemarcei. Jørgensen, care poate evolua pe posturile de centru și intermediar stânga, este căpitanul echipei Danemarcei.

## Carieră
Stine Jørgensen a început să joace handbal la vârsta de 5 ani, la clubul Dronninglund IF. La 16 ani, ea a fost remarcată și transferată de Aalborg DH. În 2013, Stine a semnat cu FC Midtjylland, unde a evoluat apoi timp de patru sezoane. În octombrie 2016, televiziunea daneză TV2 a anunțat că, începând din 2017, handbalista va evolua pentru HC Odense.

## Palmares

### Club
- Liga Daneză de Handbal:
  -  Câștigătoare: 2015

### Echipa națională
- Campionatul Mondial:
  -  Medalie de bronz: 2013

- Campionatul Mondial pentru Junioare:
  -  Medalie de bronz: 2008

## Distincții individuale
- Cea mai bună handbalistă din campionatul danez: 2012[5]

## Viața personală
Stine Jørgensen este implicată într-o relație cu jucătorul de badminton Jan Ø. Jørgensen.